# Thorogobius
A Thorogobius a csontos halak (Osteichthyes) főosztályának a sugarasúszójú halak (Actinopterygii) osztályába, ezen belül a sügéralakúak (Perciformes) rendjébe, a gébfélék (Gobiidae) családjába és a Gobiinae alcsaládjába tartozó nem.

## Rendszerezés
A nembe az alábbi 4 faj tartozik:
- Thorogobius angolensis (Norman, 1935)
- Thorogobius ephippiatus (Lowe, 1839) - típusfaj
- Thorogobius macrolepis (Kolombatovic, 1891)
- Thorogobius rofeni Miller, 1988